# Persicaria
Persicaria este un gen de plante erbacee din familia Polygonaceae. Acesta are o distribuție cosmopolită, speciile fiind răspândite aproape în întreaga lume. Genul a fost separat de Polygonum.

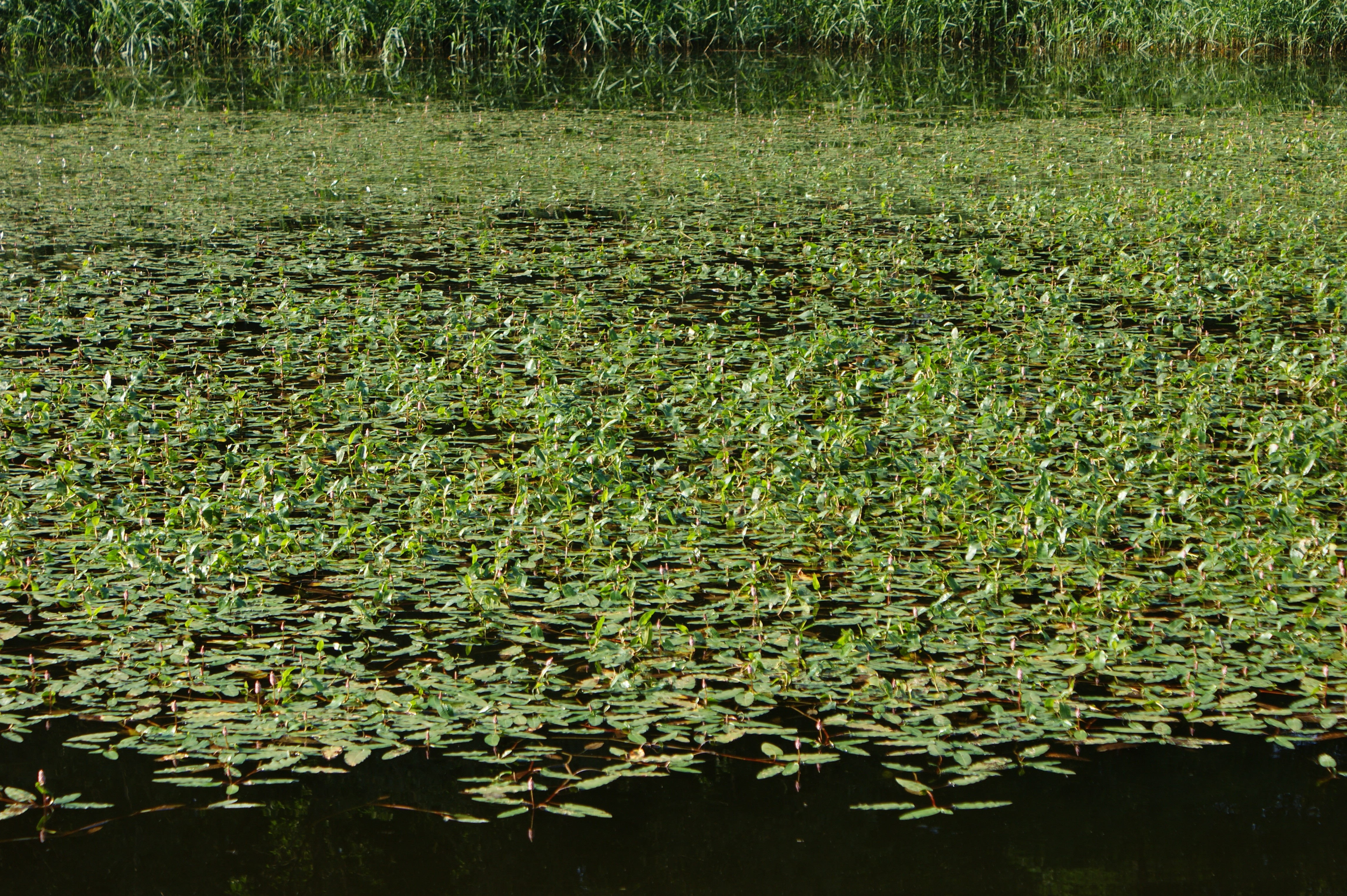
Persicaria amphibia

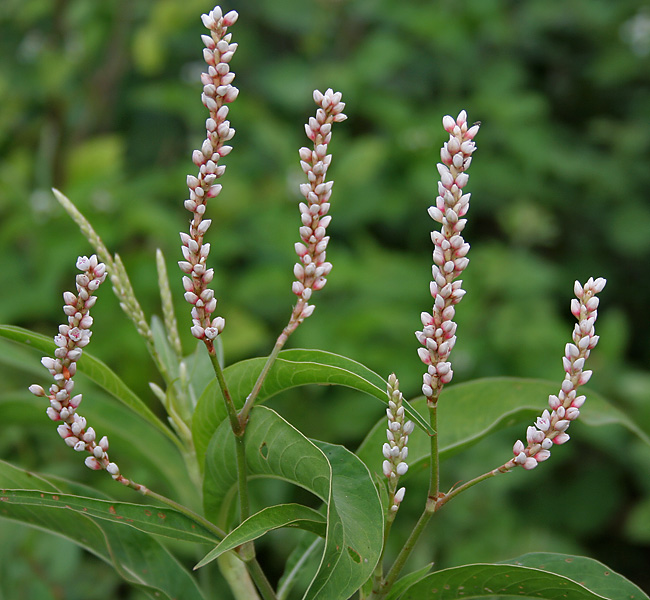
Persicaria glabra

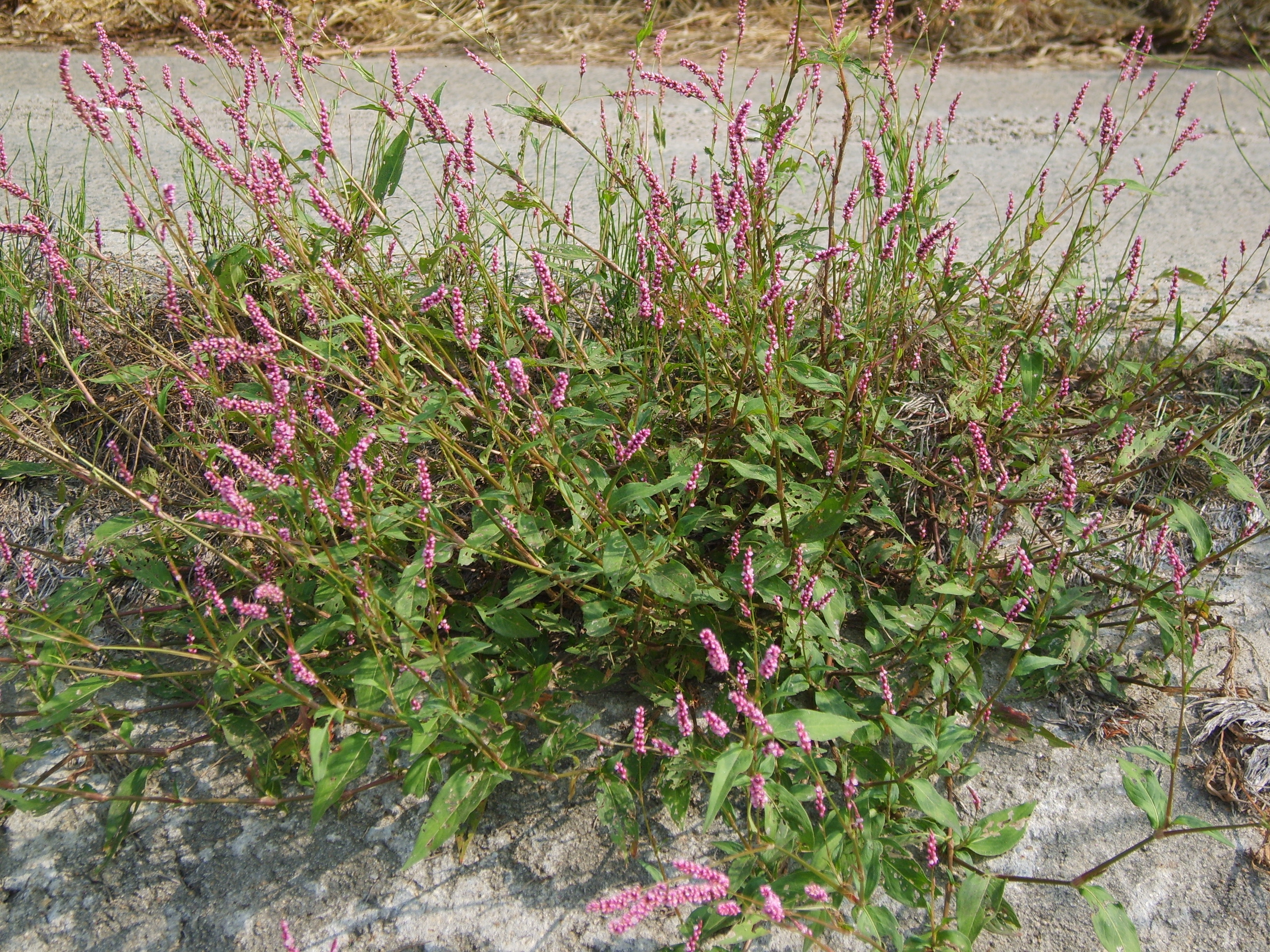
Persicaria longiseta

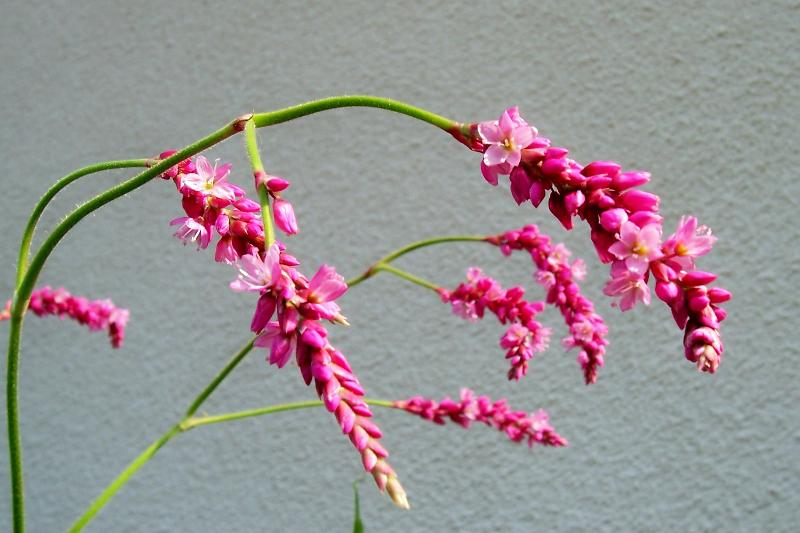
Persicaria orientalis

## Taxonomie
În familia Polygonaceae, Persicaria este clasificată în subfamilia Polygonoideae, în care tribul Persicarieae mai conține două genuri, Bistorta și Koenigia, alături de Persicaria.
|  | Persicaria                                            |
|  |                                                       |
|  | \| \| Bistorta \| \| \| \| \| \| Koenigia \| \| \| \| |
|  |                                                       |
|  | Bistorta                                              |
|  |                                                       |
|  | Koenigia                                              |
|  |                                                       |

|  | Bistorta |
|  |          |
|  | Koenigia |
|  |          |

### Specii
Din februarie 2019, Plants of the World Online acceptă următoarele 131 de specii:
- Persicaria acuminata (Kunth) M.Gómez
- Persicaria akakiensis (Cufod.) Soják
- Persicaria amphibia (L.) Delarbre
- Persicaria angustifolia (Pall.) Ronse Decr.
- Persicaria arifolia (L.) Haraldson
- Persicaria assamica (Meisn.) Soják
- Persicaria attenuata (R.Br.) Soják
- Persicaria barbata (L.) H.Hara
- Persicaria biconvexa (Hayata) Nemoto
- Persicaria bicornis (Raf.) Nieuwl.
- Persicaria breviochreata (Makino) Ohki
- Persicaria bungeana (Turcz.) Nakai
- Persicaria capitata (Buch.-Ham. ex D.Don) H.Gross
- Persicaria careyi (Olney) Greene
- Persicaria cespitosa (Blume) Nakai
- Persicaria chinensis (L.) H.Gross
- Persicaria debilis (Meisn.) H.Gross ex W.Lee
- Persicaria decipiens (R.Br.) K.L.Wilson
- Persicaria dichotoma (Blume) Masam.
- Persicaria dissitiflora (Hemsl.) H.Gross ex T.Mori
- Persicaria eciliata M.A.Hassan
- Persicaria extremiorientalis (Vorosch.) Tzvelev
- Persicaria ferruginea (Wedd.) Soják
- Persicaria filiformis (Thunb.) Nakai
- Persicaria foliosa (H.Lindb.) Kitag.
- Persicaria galapagensis (Caruel) Galasso
- Persicaria glabra (Willd.) M.Gómez'
- Persicaria glacialis (Meisn.) H.Hara
- Persicaria glandulopilosa (De Wild.) Soják
- Persicaria glomerata (Dammer) S.Ortiz & Paiva
- Persicaria hastatosagittata (Makino) Nakai
- Persicaria hirsuta (Walter) Small
- Persicaria hispida (Kunth) M.Gómez
- Persicaria humilis (Meisn.) H.Hara
- Persicaria hydropiper (L.) Delarbre
- Persicaria hydropiperoides (Michx.) Small
- Persicaria hystricula (J.Schust.) Soják
- Persicaria japonica (Meisn.) Nakai
- Persicaria kawagoeana (Makino) Nakai
- Persicaria lanigera (R.Br.) Soják
- Persicaria lapathifolia (L.) Delarbre
- Persicaria laxmannii (Lepech.) H.Gross
- Persicaria limbata (Meisn.) H.Hara
- Persicaria longiseta (Bruyn) Kitag.
- Persicaria maackiana (Regel) Nakai
- Persicaria macrantha (Meisn.) Haraldson
- Persicaria maculosa Gray
- Persicaria madagascariensis (Meisn.) S.Ortiz & Paiva
- Persicaria malaica (Danser) Galasso
- Persicaria meisneriana (Cham. & Schltdl.) M.Gómez
- Persicaria microcephala (D.Don) H.Gross
- Persicaria minor (Huds.) Opiz
- Persicaria mitis (Schrank) Assenov
- Persicaria muricata (Meisn.) Nemoto
- Persicaria neofiliformis (Nakai) Ohki
- Persicaria nepalensis (Meisn.) Miyabe)
- Persicaria nogueirae S.Ortiz & Paiva
- Persicaria obtusifolia (Täckh. & Boulos) Greuter & Burdet
- Persicaria odorata (Lour.) Soják
- Persicaria orientalis (L.) Spach
- Persicaria palmata (Dunn) Yonek. & H.Ohashi
- Persicaria paraguayensis (Wedd.) S.T.Kim & Donoghue
- Persicaria peduncularis (Wall. ex Meisn.) Nemoto
- Persicaria pensylvanica (L.) M.Gómez)
- Persicaria perfoliata (L.) H.Gross
- Persicaria poiretii (Meisn.) K.L.Wilson
- Persicaria posumbu (Buch.-Ham. ex D.Don) H.Gross
- Persicaria praetermissa (Hook.f.) H.Hara
- Persicaria prostrata (R.Br.) Soják - Creeping Knotweed
- Persicaria pubescens (Blume) H.Hara
- Persicaria pulchra (Blume) Soják
- Persicaria punctata (Elliott) Small
- Persicaria puritanorum (Fernald) Soják
- Persicaria robustior (Small) E.P.Bicknell
- Persicaria roseoviridis Kitag.
- Persicaria rubricaulis (Cham.) Galasso
- Persicaria rudis (Meisn.) H.Gross
- Persicaria runcinata (Buch.-Ham. ex D.Don) H.Gross
- Persicaria sagittata (L.) H.Gross
- Persicaria segetum (Kunth) Small
- Persicaria senegalensis (Meisn.) Soják
- Persicaria senticosa (Meisn.) H.Gross
- Persicaria setacea (Baldwin) Small
- Persicaria setosula (A.Rich.) K.L.Wilson
- Persicaria sinica Migo
- Persicaria sinuata (Royle ex Bab.) H.Gross
- Persicaria stagnina (Buch.-Ham. ex Meisn.) M.A.Hassan
- Persicaria stelligera (Cham.) Galasso
- Persicaria strigosa (R.Br.) Nakai
- Persicaria subsessilis (R.Br.) K.L.Wilson
- Persicaria sungareensis Kitag.
- Persicaria taquetii (H.Lév.) Koidz.
- Persicaria tenella (Blume) H.Hara
- Persicaria thunbergii (Siebold & Zucc.) H.Gross
- Persicaria tinctoria (Aiton) Spach
- Persicaria trigonocarpa (Makino) Nakai
- Persicaria truellum (Koidz.) Honda
- Persicaria virginiana (L.) Gaertn.
- Persicaria viscofera (Makino) H.Gross
- Persicaria viscosa (Buch.-Ham. ex D.Don) H.Gross ex T.Mori
- Persicaria wellensii (De Wild.) Soják